# Abbaye d'Ås
L’abbaye d'Ås est une abbaye cistercienne en ruines située en Suède. Fondée en 1194, l'abbaye se développe rapidement, forte du soutien royal et ecclésiastique. Elle atteint son apogée au XIVe siècle, durant lequel l'église abbatiale est rebâtie.
Toutefois, elle est mise en difficulté dès le début du XVIe siècle par la Réforme protestante, et est finalement fermée en 1535. Ses bâtiment sont alors démantelés jusqu'aux fondations, les briques étant réutilisées pour l'agrandissement de la forteresse de Varberg.
Les traces de l'abbaye sont redécouvertes au cours des années 2010.

## Localisation et toponymie
L'abbaye d'Ås est située sur la rive méridionale de l'embouchure du Viskan. Quoi bâti à proximité du fleuve, le monastère est mis hors d'eau en étant construit sur une colline morainique sableuse. Cette localisation au sommet d'une éminence, même faible, est atypique dans la typologie des sites cisterciens médiévaux ; elle pourrait s'expliquer par un niveau d'eau différent au Moyen Âge, la rivière étant possiblement alors plus haute.
Le nom de l'abbaye, Ås, dériverait possiblement de cette localisation sur une butte, ås signifiant « colline de forme allongée ». Mais il est également suggéré qu'ås pourrait dériver de l'ancien nom désignant l'embouchure du fleuve, os. Enfin, le nom latin de l'abbaye était asylum, interprété en tant que « sanctuaire religieux », dont le nom suédois pourrait être une évolution.

## Histoire

### Fondation

Le sceau médiéval de l'abbaye d'Ås.

La fondation de l'abbaye est décidée en 1192, mais les moines n'arrivent sur place qu'en 1194. Les moines fondateurs sont tous danois, venant de l'abbaye de Sorø.

### Développement
Le monastère se développe rapidement car il est alors sous la protection de la famille royale danoise, en particulier de Valdemar II qui attribue certains impôts prélevés sur le Viske härad (sv) directement à l'abbaye. Il est également protégé par Valdemar Knutsen, alors archevêque de Brême,.
À son apogée au XIVe siècle, 252 fermes dépendent de l'abbaye. Cette dernière fait également office de nécropole. En particulier, elle est le tombeau des enfants, morts en bas âge, de Magnus Eriksson et de Blanche de Namur. À cette époque, le riche monastère choisit de faire reconstruire l'église abbatiale. Le nouvel édifice mesure 42 mètres de longueur et 22 mètres de largeur,.

### La Réforme et le devenir de l'abbaye
Lors de la Réforme protestante, l'abbaye d'Ås est fermée et entièrement déconstruite jusqu'au début du XVIIe siècle. Ses briques sont réutilisée pour reconstruire et agrandir la forteresse de Varberg,.

## L'abbaye
L'abbaye a été tellement rasée que, durant des siècles, son emplacement exact n'est pas connu, la croyance locale voulant qu'elle se situe au nord du manoir d'Ås, alors qu'elle est située au sud. À partir de 2009, une campagne active menée à l'aide de géoradar et de télémétrie laser permet de retrouver les restes des murs et du portail d'entrée de l'abbaye.